# Jojo (Comic)

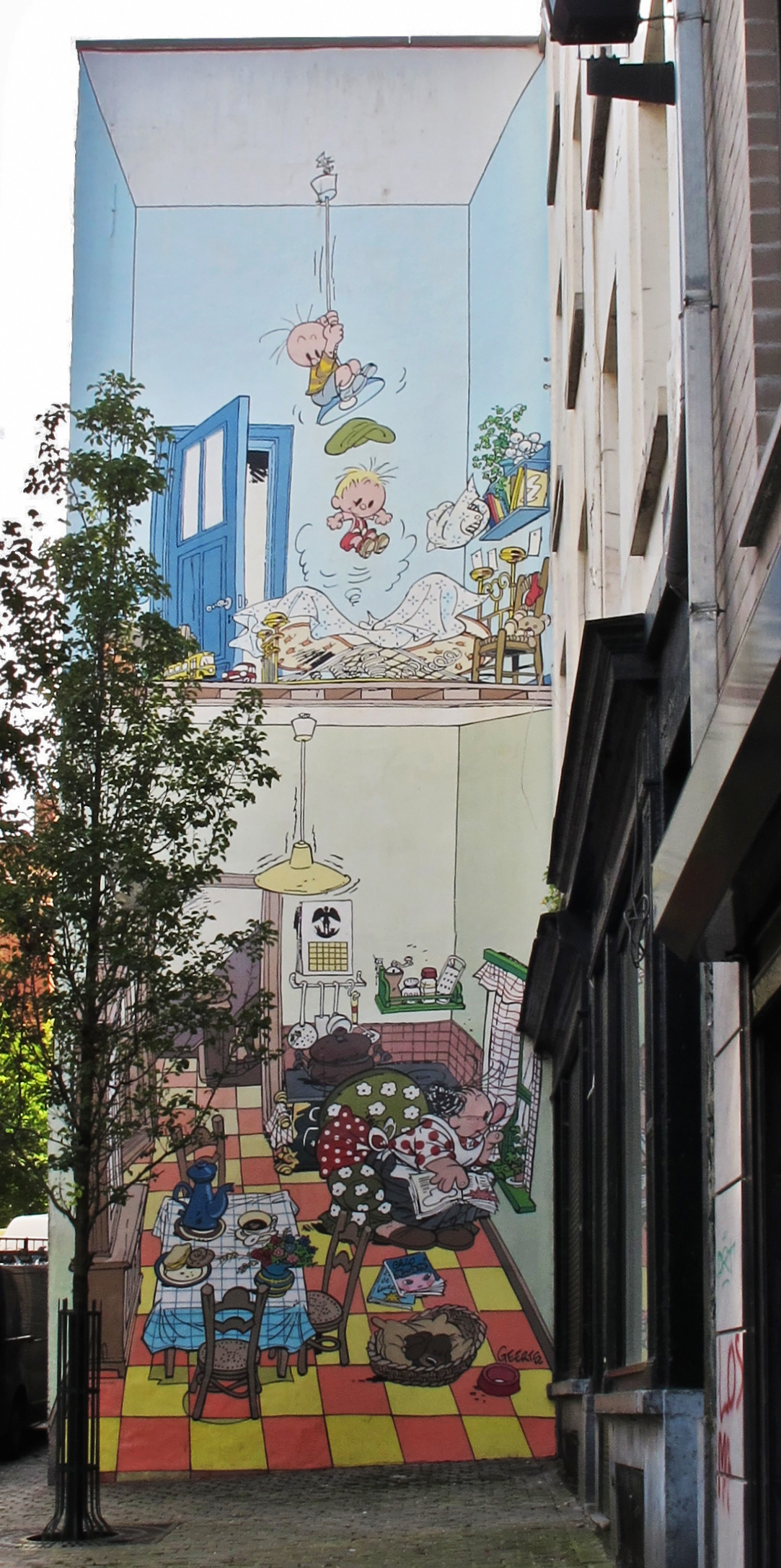
Jojo. Comicwand in Brüssel, Rue Piermans (Pieremansstraat)

Jojo ist eine humoristische Comic-Serie des Belgiers André Geerts. Sie erschien erstmals im Jahr 1983 in der Ausgabe 2376 des belgischen Comicmagazines Spirou. Dann erschien Jojo in Spirou in Form von halbseitigen Comicstrips und Illustrationen. Erst 1987 wurde das erste Comicalbum veröffentlicht. Im französischen Original sind 18 Bände erschienen. Da André Gerts am 27. Juli 2010 verstarb, hat Alain Mauricet  die beiden letzten Seiten des noch unvollendeten 18. Comicalbums Mamy Blues gezeichnet.

## Handlung
Der humoristische Comic Jojo beschäftigt sich mit dem Alltagsleben des siebenjährigen Jungen Jojo aus der Arbeiterklasse und seiner Freunden Gros Louis, Violaine und anderen. Jojo trägt kurze Hosen und eine grüne Kappe.
In den ersten Alben lebt Jojo bei seiner Großmutter in einer eher ländlichen Umgebung, in der das Leben dem der 1950er gleicht, später kehrt sein Vater zurück und er lebt mit Game Boy und PC in einer eher modernen städtischen Umgebung, die Brüssel ähnelt.

## Comicalben
Alle Alben wurde bei Dupuis auf Französisch, die meisten auch auf Niederländisch, veröffentlicht.
- 1987 Le Temps des copains (Even goede vrienden)
- 1989 La Fugue de Jojo (Op de vlucht)
- 1990 On opère Gros-Louis (Operatie Dik Lowietje)
- 1991 Le Mystère Violaine (Het raadsel Violeine)
- 1993 Un Été du tonnerre (Een donders mooie zomer)
- 1994 Le Serment d'amitié (Het verbond)
- 1995 Mamy se défend (Meneertje Kanalles)
- 1998 Monsieur je-sais-tout
- 1999 Le Retour de papa (Papa is terug)
- 2000 La Chance de sébastien (Pietertje Pechvogel)
- 2001 Les Choix de Charlotte (De keuze van Charlotte)
- 2002 Jojo au pensionnat (Jojo op kostschool)
- 2003 Une Pagaille de Dieu le Père (De puinhoop van het leven)
- 2004 La Ballade des quatre saisons (Ballade voor de vier seizoenen)
- 2005 Une Fiancée pour papa (Een verloofde voor papa)
- 2006 Jojo vétérinaire (Jojo dierenarts)
- 2008 Confisqué ! (In beslag genomen)
- 2010 Mamy Blues (Mamy Blues)[6][7]

## Sonstiges
In Brüssel gibt es seit 1996 im Rahmen des Parcours BD (Beeldverhaalroute) auch eine Hauswand in der Rue Piermans (Pieremansstraat), auf der ein Jojo-Comic aufgemalt ist.